# Otni'el
Otni'el (hebrejsky עָתְנִיאֵל, podle biblické postavy Otníela, v oficiálním přepisu do angličtiny Otni'el) je izraelská osada typu společná osada (jišuv kehilati) na Západním břehu Jordánu v distriktu Judea a Samaří a v Oblastní radě Har Chevron.

## Geografie
Nachází se v nadmořské výšce 710 metrů v jižní části Judska a Judských hor respektive jižní části Judských hor, která je nazývána Hebronské hory (Har Chevron). Otni'el leží cca 12 kilometrů jihozápadně od centra Hebronu, cca 42 kilometrů jihozápadně od historického jádra Jeruzalému a cca 75 kilometrů jihovýchodně od centra Tel Avivu. Na dopravní síť Západního břehu Jordánu je napojena pomocí dálnice číslo 60 - hlavní severojižní tepny Judeje a Samaří.
Otni'el leží cca 10 kilometrů za Zelenou linií oddělující Západní břeh Jordánu od Izraele v jeho mezinárodně uznávaných hranicích. Jde o izolovanou osadu obklopenou na všech stranách palestinskými sídly. Nejblíže je to vesnice Karma.

## Dějiny
Otni'el leží na Západním břehu Jordánu, jehož osidlování bylo zahájeno Izraelem po jeho dobytí izraelskou armádou, tedy po roce 1967. Vesnice byla zřízena roku 1983. 30. ledna 1983 rozhodla izraelská vláda, že v této oblasti založí novou osadu plánovanou výhledově až pro 250 rodin, v první fázi pro 50 rodin. Ještě předtím zde ale měla vzniknout osada typu nachal tedy kombinace vojenského a civilního osídlení. K tomu došlo 27. července 1983 pod pracovním názvem Nachal Dorit (Nahal Dorit). Vývoj pak šel rychle. Už 20. března 1983 vláda ohlásila, že přikročí k převodu této osadu na civilní sídlo, což se stalo krátce poté.
Civilní osada Otni'el byla založena 11. října 1983. První osadníky tvořilo osm rodin (do roku 1987 jejich počet vzrostl na patnáct). V roce 1985 ve vesnici vyrostly první zděné prefabrikované domy. Od roku 1987 sídlí v Otni'el úřady Oblastní rady Har Chevron (do té doby měly sídlo v Kirjat Arba).
V roce 1987 zde také vznikla náboženská vzdělávací instituce, která se později vyvinula v ješivu (Ješivat Otni'el - Ješivat Bejt Va'ad le-Tora). V obci sídlí základní škola, která slouží i pro obyvatele okolních izraelských vesnic. V roce 2006 byla dokončena nová budova školy. Dále je zde k dispozici veřejná knihovna, plavecký bazén, obchod se smíšeným zbožím, zdravotní středisko a dvě synagogy - aškenázská a sefardská. Do vesnice zajíždí autobusové linky společnosti Egged číslo 440 a 61.
Územní plán obce počítá s výhledovou kapacitou 116 domů, z nichž téměř všechny již byly postaveny. U osady je situována menší základna izraelské armády. V roce 1996 začala na pahorku východně od stávající obce výstavba nové čtvrti nazvané Nachlat Ami. Zpočátku šlo o provizorní zástavbu mobilních karavanů, později v Nachlat Ami vyrostly zděné domy.
Počátkem 21. století nebyl Otni'el kvůli své poloze hlouběji ve vnitrozemí Západního břehu Jordánu stejně jako většina sídel v Oblastní radě Har Chevron zahrnut do Izraelské bezpečnostní bariéry. Bariéra pak byla skutečně postavena v trase, která víceméně sleduje Zelenou linii. Budoucí existence vesnice závisí na parametrech případné mírové dohody mezi Izraelem a Palestinci. 27. prosince 2002 během Druhé intifády pronikli do vesnice dva palestinští teroristé a zavraždili čtyři místní obyvatele v kuchyni zdejší ješivy. K útoku se přihlásila organizace Palestinský islámský džihád.

## Demografie
Obyvatelstvo Otni'el je v databázi rady Ješa popisováno jako nábožensky založené. Podle údajů z roku 2014 tvořili naprostou většinu obyvatel Židé (včetně statistické kategorie "ostatní", která zahrnuje nearabské obyvatele židovského původu ale bez formální příslušnosti k židovskému náboženství).
Jde o menší obec vesnického typu (ale s jistými střediskovými funkcemi - regionální školství, regionální úřady) s dlouhodobě rostoucí populací. K 31. prosinci 2014 zde žilo 862 lidí. Během roku 2014 populace klesla o 9,5 %.
| Rok            | 1992 | 1993 | 1994 | 1995 | 1996 | 1997 | 1998 | 1999 | 2000 |
| -------------- | ---- | ---- | ---- | ---- | ---- | ---- | ---- | ---- | ---- |
| Počet obyvatel | 216  | 216  | 230  | 315  | 432  | 484  | 507  | 553  | 560  |

| Rok            | 2001 | 2002 | 2003 | 2004 | 2005 | 2006 | 2007 | 2008 | 2009 | 2010 | 2011 | 2012 | 2013 | 2014 |
| -------------- | ---- | ---- | ---- | ---- | ---- | ---- | ---- | ---- | ---- | ---- | ---- | ---- | ---- | ---- |
| Počet obyvatel | 571  | 619  | 698  | 692  | 747  | 752  | 763  | 758  | 802  | 791  | 829  | 927  | 953  | 862  |